# 도모노촌
도모노촌(友生村)은 미에현 아야마군에 있던 촌이다. 현재 이가시 우에노 시가지의 남동쪽, 구메가와강 유역에 해당한다. 

## 역사
- 1889년 4월 1일 - 정촌제 시행에 의해 야마다군 도모노촌이 성립하였다.
- 1896년 4월 1일 - 군제 시행에 의해 아야마군으로 변경되었다.
- 1950년 12월 16일 - 우에노시에 편입해, 동일 도모노촌은 폐지되었다.

## 참고문헌
- 角川日本地名大辞典 24 三重県